# Arteria colica media
L'arteria colica media è un ramo collaterale dell'arteria mesenterica superiore.
Essa origina sotto al pancreas, si dirige ventralmente e a destra per raggiungere i due foglietti peritoneali del mesocolon trasverso, suo territorio di vascolarizzazione.
Durante il suo tragitto stacca due rami:
1. ramo ascendente: si dirige in alto per inoscularsi con il ramo ascendente dell'arteria colica sinistra, provvedendo alla vascolarizzazione del colon trasverso.
2. ramo discendente: si dirige verso il basso per vascolarizzare il colon ascendente dove si anastomizza con il ramo superiore dell'arteria colica destra.